# Gmina Gietrzwałd
Die Gmina Gietrzwałd ist ein Landgemeinde in der polnischen Woiwodschaft Ermland-Masuren im Powiat Olsztyński. Amtssitz ist das Dorf Gietrzwałd (deutsch Dietrichswalde).

## Geographische Lage
Die Gmina Gietrzwałd liegt im Westen der Woiwodschaft Ermland-Masuren zwischen den Städten Olsztyn (Allenstein) und Ostróda (Osterode in Ostpreußen) im Gebiet der Allensteiner Seenplatte (polnisch Pojezierze Olsztyńskie) und dem Einzugsgebiet der Flüsse Pasłęka (Passarge) und Giłwa (Gilbing). Zum Gemeindegebiet gehört ein Teil des Biberreservats Ostoja bobrów na recze Pasłęce.
|  |

## Gemeindefläche
Die Gemeinde Gietrzwałd umfasst eine Fläche von 174,13 km², davon 37 % landwirtschaftliche Nutzfläche und 48 % Waldfläche. Vier größere Seen gehören zur Gmina Gietrzwałd:
- Jezioro Giłwa (Rentiener oder Gilbing-Se)
- Jezioro Łęguty (Langguter See)
- Jezioro Sarąg (Saringsee)
- Jezioro Świętajno Naterskie (Natternsee).

|  |

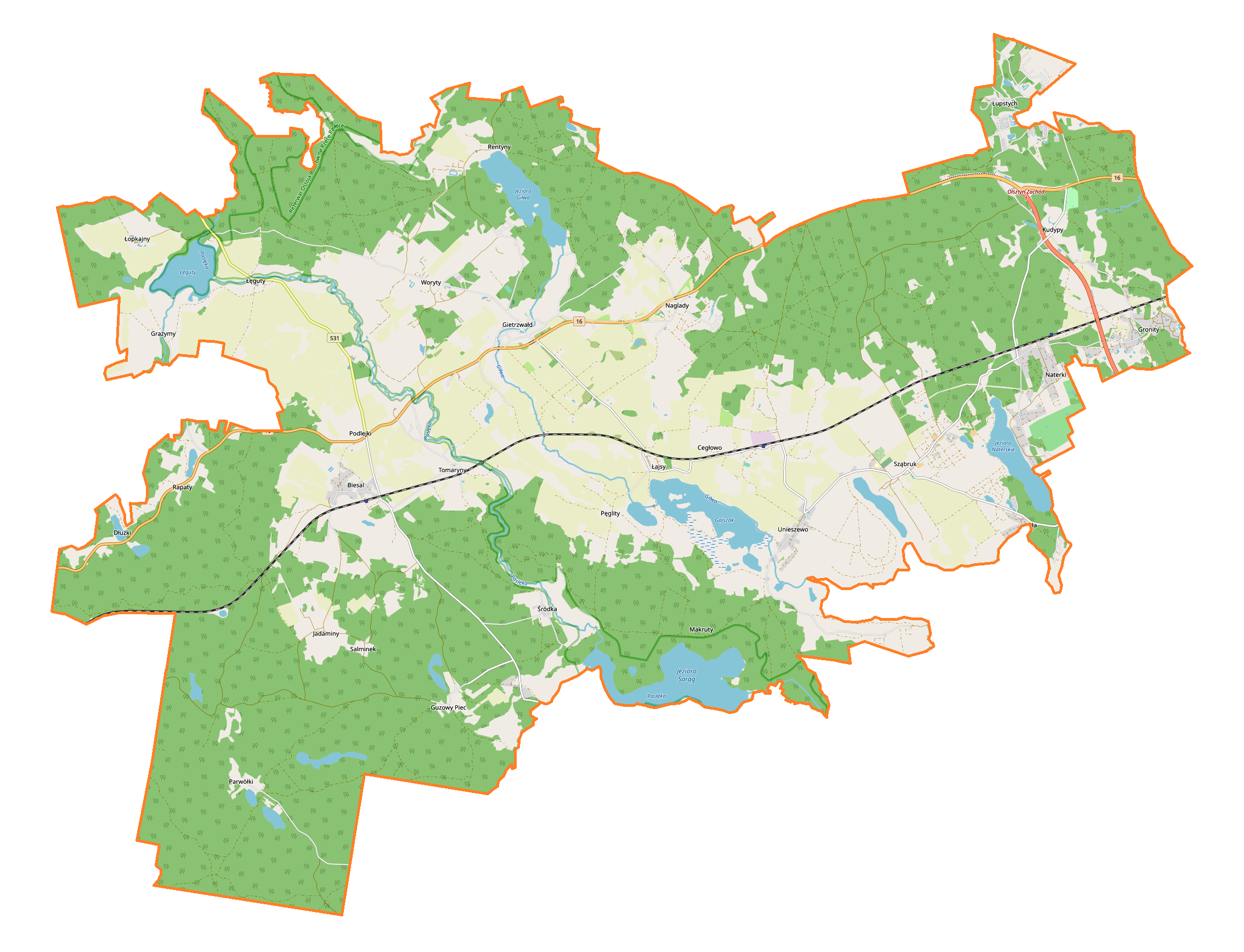
Ortsplan der Gmina Gietrzwałd (Zum Vergrößern anklicken)

Das gesamte Gemeindegebiet macht 6,13 % der Fläche des Powiat Olsztyński (Kreis Allenstein) aus.

## Nachbargemeinden
Die Gmina Gietrzwałd ist von fünf Nachbargemeinden umgeben:
- Gmina Jonkowo, Landgemeinde Jonkendorf, Powiat Olsztyński
- Gmina Łukta, Landgemeinde Locken, Powiat Ostródzki
- Olsztyn, kreisfreie Stadt Allenstein
- Gmina Olsztynek, Stadt- und Landgemeinde Hohenstein i. Ostpr., Powiat Olsztyński
- Gmina Ostróda, Landgemeinde Osterode in Ostpreußen, Powiat Ostródzki.

## Gemeindegliederung
Zur Gemeinde Gietrzwałd gehören 36 Ortschaften, die 22 Schulzenämtern (polnisch Sołectwa) zugeordnet sind:
| Polnischer Name | Deutscher Name             |  | Polnischer Name | Deutscher Name            |  | Polnischer Name | Deutscher Name                  |
| --------------- | -------------------------- |  | --------------- | ------------------------- |  | --------------- | ------------------------------- |
| Barduń          | Bardungen                  |  | * Łajsy         | Leyßen 1928–1945: Leissen |  | * Rentyny       | Rentienen                       |
| Barwiny         | Barwienen                  |  | Łęgucki Młyn    | Mühle Langgut             |  | Salminek        | Sallmeien                       |
| * Biesal        | Biessellen                 |  | * Łęguty        | Langgut                   |  | Siła            | Schillamühle                    |
| * Cegłowo       | Hermsdorf                  |  | Łopkajny        | Lopkeim                   |  | Smoleń          |                                 |
| * Dłużki        | Dlusken 1938–1945: Seebude |  | * Łupstych      | Abstich                   |  | * Śródka        | Mittelgut                       |
| * Gietrzwałd    | Dietrichswalde             |  | * Naglady       | Nagladden                 |  | * Sząbruk       | Schönbrück                      |
| * Grazymy       | Grasnitz                   |  | * Naterki       | Nattern                   |  | Tomarynki       | Passargental                    |
| * Gronity       | Gronitten                  |  | Nowy Młyn       | Neumühle                  |  | * Tomaryny      | Thomareinen                     |
| Guzowy Młyn     | Thurnitzmühle              |  | * Parwółki      | Parwolken                 |  | * Unieszewo     | Schönfelde                      |
| * Guzowy Piec   | Gusenofen                  |  | * Pęglity       | Penglitten                |  | * Woryty        | Woritten                        |
| * Jadaminy      | Adamsgut                   |  | Podlejki        | Podleiken                 |  | Zaskwierki      | Dorotheental                    |
| Kudypy          | Kudippen                   |  | * Rapaty        | Rapatten                  |  | Zdrojek         | Sdroiken 1938–1945: Eulenwinkel |

## Einwohner
In der Gmina Gietrzwałd waren am 31. Dezember 2020 insgesamt 6743 Einwohner gemeldet. Über ihre Altersstruktur gibt eine Übersicht aus dem Jahre 2014 Auskunft:

## Verkehr

### Straße
Durch das Gemeindegebiet verläuft die Landesstraße 16, die  verkehrsgünstig die Woiwodschaften Kujawien-Pommern, Ermland-Masuren und Podlachien verbindet und am Grenzübergang zu Litauen endet. Ein Teilstück der die DK 16 einst ersetzenden Schnellstraße 16 (Olsztyn Zachód ↔ Olsztyn Wschód) führt über das östliche Gemeindegebiet.
In Nord-Süd-Richtung führt die Woiwodschaftsstraße 531 von Łukta (Locken) aus in das Gebiet der Gemeinde und endet bei Podlejki (Podleiken) an der DK 16.

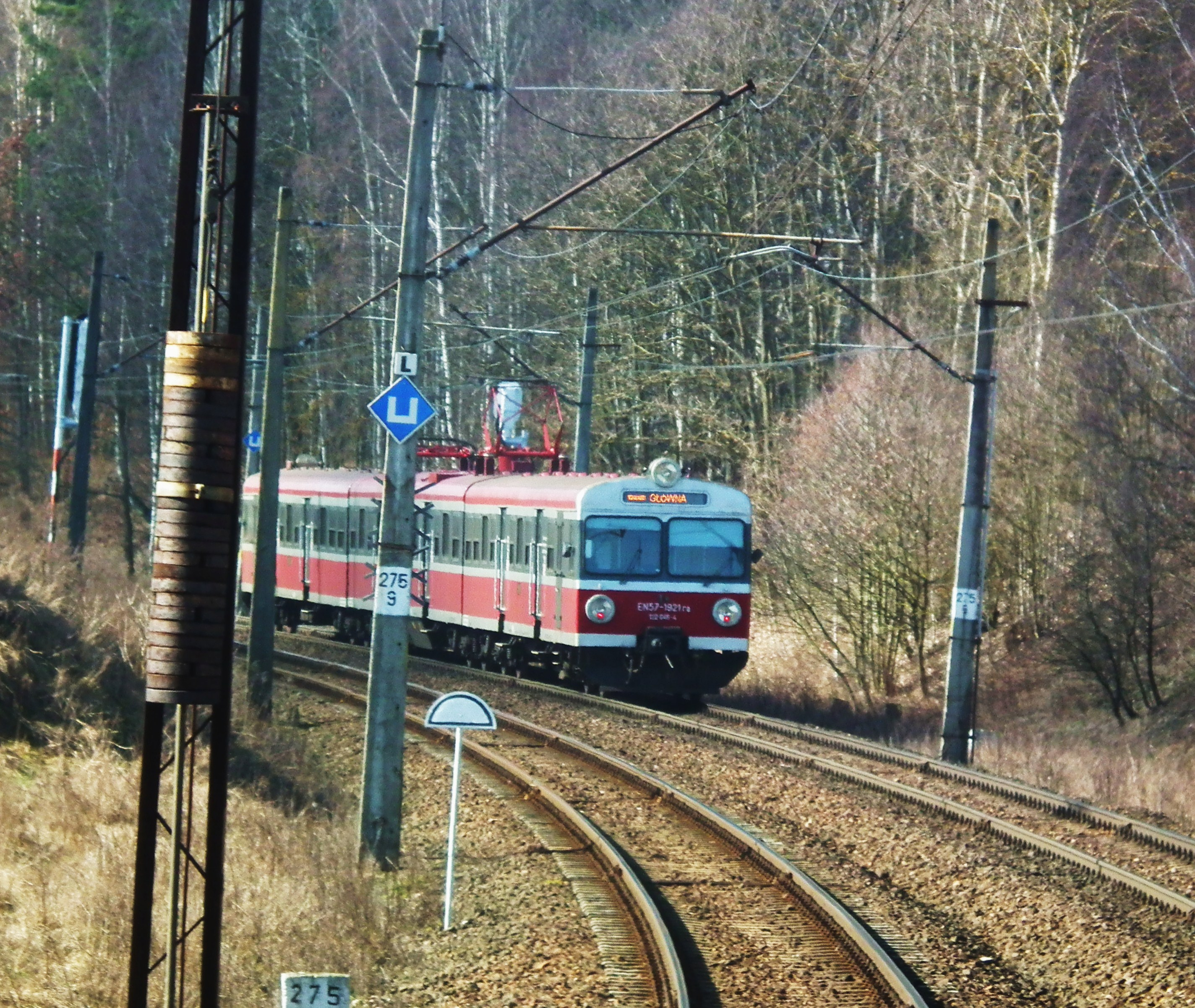
Zugverkehr auf der Bahnstrecke Toruń–Tschernjachowsk bei Biesal

Im Übrigen sind die einzelnen Ortschaften der Gemeinde durch Nebenstraßen und Landwege miteinander vernetzt.

### Schienen
Parallel zur DK 16 verläuft die von Posen kommende Bahnstrecke Toruń–Tschernjachowsk (PKP-Linie 353) durch das Gemeindegebiet. Die Gmina Gietrzwałd ist über die Bahnstationen Biesal (Biessellen), Unieszewo (Schönfelde) und Naterki (Nattern) an die Strecke angeschlossen.

### Luft
Der nächste internationale Flughafen befindet sich in Danzig. Er ist über gut ausgebaute Straßen zu erreichen.